# Sukiennice we Wrocławiu
Sukiennice we Wrocławiu, zwane też Domem Kupców – niezachowany zespół średniowiecznych budynków w centralnej części wrocławskiego Rynku, w miejscu dzisiejszej ulicy Sukiennice. Stanowiły jeden z trzech historycznych wrocławskich domów kupieckich.

## Historia

### Dom Kupców
Wzmiankowany po raz pierwszy w XIII-wiecznej korespondencji mieszczan z Magdeburga do władcy Wrocławia (prawdopodobnie do Henryka Brodatego); pojawia się także później w dokumentach z 11 marca 1242, 16 grudnia 1261, 31 stycznia 1272 (prawdopodobnie XIV-wieczny falsyfikat). W 1305 Bolesław III Rozrzutny wydał przywilej zakazujący krojenia sukna i handlu nim gdziekolwiek w mieście poza komorami sukienników. 
Na podstawie dokumentacji sporządzonej podczas rozbiórki sukiennic w 1821 oraz badań archeologicznych prowadzonych pod koniec XX wieku ustalono, że komory sukienników mieściły się w czterech podłużnych budynkach ustawionych wzdłuż szerokiego dziedzińca biegnącego w przybliżeniu w kierunku wschód-zachód (jego przebieg pokrywa się z linią współczesnej ulicy Sukiennice). Dziedziniec ten przecinało prostopadłe wąskie przejście, rozdzielające także budynki sukiennic na dwie pary, oraz przecinające cały blok śródrynkowy na dwie części. Budynki sukiennic nie powstały jednocześnie, ostatnim był zbudowany pod koniec XIII wieku blok północno-zachodni, który wzniesiono w wątku gotyckim, pozostałe zaś w wątku wendyjskim. Budynki po wschodniej stronie Przejścia Poprzecznego miały 61,6 metra, a po zachodniej – 32 metry długości. Zawierały odpowiednio 14 i 7 komór o wymiarach wewnętrznych około 6,2×3,7 metra. Komory nie posiadały okien, a jedynie otwór drzwiowy, zamykany w celu zabezpieczenia przechowywanego towaru. Wejścia do komór wiodły ze wspólnego środkowego dziedzińca przez niewielkie otwarte przedsionki, w których prawdopodobnie odbywał się handel. W XIV wieku sukiennice podpiwniczono, być może dopiero wówczas wzniesiono też piętro nad komorami. Całe sukiennice miały około 96 metrów długości i 30 metrów szerokości.
Handel suknem prowadzono w czterdziestu z ogólnej liczby 42 komór; w skrajnej zachodniej w rzędzie południowym znajdowała się postrzygalnia sukna, a w skrajnej południowo-wschodniej – krajalnia.

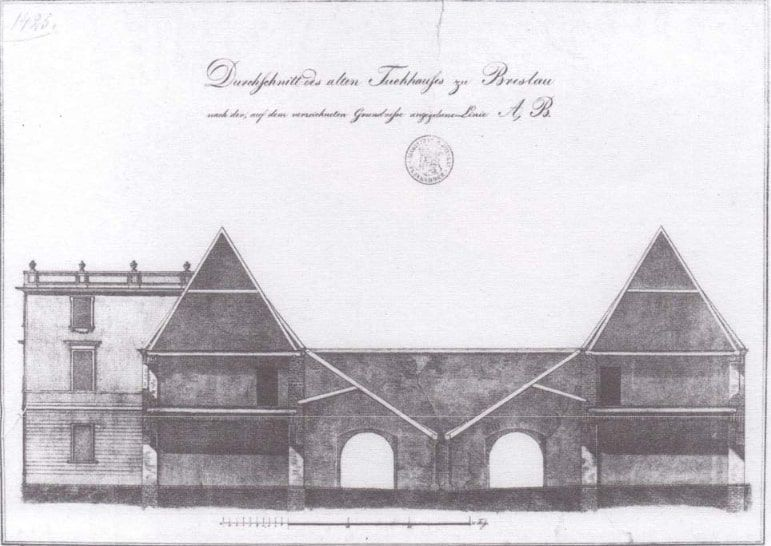
Przekrój poprzeczny sukiennic we Wrocławiu z 1821 roku.

### Budowa zadaszenia
W XVI wieku (zapewne w 1549) rozebrano przedsionki, a cały dziedziniec nakryto wspólnym dachem, podpartym 22 podwójnymi kolumnami na osi założenia, nadając powstałemu wnętrzu formę dwunawową. Po przekazaniu w 1515 skrajnej wschodniej komory urzędowi celnemu, krajalnię przeniesiono do osobnego budynku wzniesionego pomiędzy dwoma bramami prowadzącymi do sukiennic od strony wschodniej. Po przeciwnej, zachodniej stronie, znajdowały się również dwie bramy, przy czym pomiędzy nimi znajdowała się mała waga miejska, zaś budynek znajdujący się nad nią służył przez pewien czas jako giełda.

### Zburzenie Domu Kupców i budowa ulicy
W latach 1810–1811 wprowadzono w Prusach swobodę handlu i rzemiosła, znosząc do 1815 ostatnie przywileje handlowe. Dom Kupców wobec zaistnienia nowocześniejszej i lepiej dostępnej konkurencji stracił rację bytu. 6 grudnia 1819 piętnastu współwłaścicieli 40 komór handlowych zdecydowało o zbudowaniu w miejscu Domu Kupców budynków mieszkalnych. Wrocławski Dom Kupców rozebrano jeszcze w 1820. 15 stycznia 1821 inwestorzy przyjęli projekt nowej zabudowy, zaś 3 marca uzyskano zgodę magistratu. Wzdłuż osi zburzonych Sukiennic zbudowano szeroką na 9 m ulicę Sukiennice (Tuchhausstraße, a od 1824 do 1945 Elisabethstraße), a po jej obu stronach zbudowano do 1822 czternaście klasycystycznych trójkondygnacyjnych (wysokich na 12 m) domów mieszkalnych, które zaprojektował architekt Heinrich Ferdinand Tschech.
Dwa z tych domów uległy zniszczeniu w czasie II wojny światowej i dopiero w latach 90. XX w. wzniesiono w ich miejscu nowy budynek. Zachodnie zakończenie ulicy Sukiennice stanowi od 1862 trójnawowy przejazd bramny pod Nowym Ratuszem. W czasie remontu nawierzchni Rynku w 1997 przeprowadzono badania archeologiczne. Odtwarzając bruk ul. Sukiennice zaznaczono granitowymi płytami położenie dawnych filarów budynku Sukiennic.

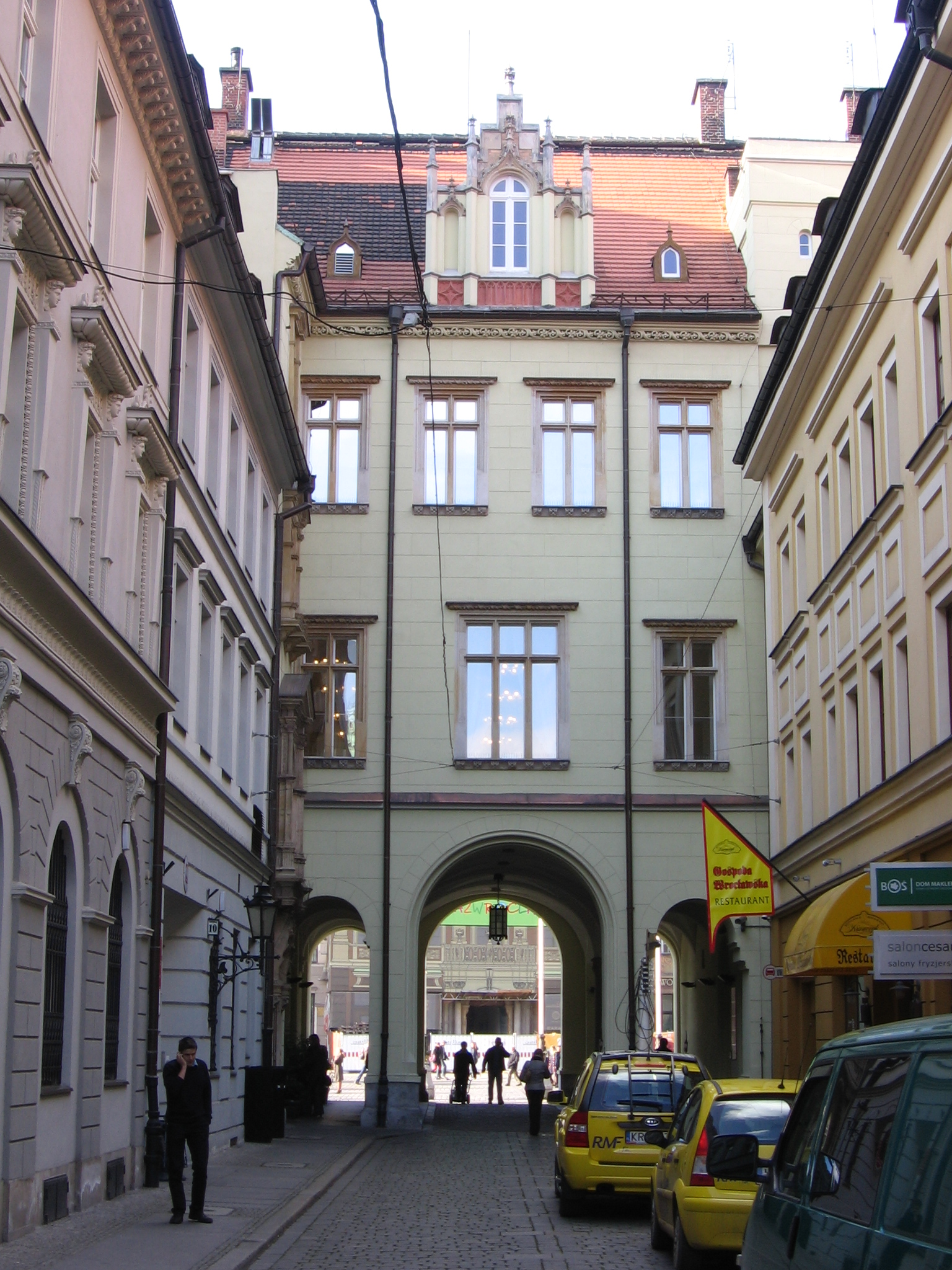
Zachodnie zakończenie ulicy Sukiennice w widoku od wschodu.

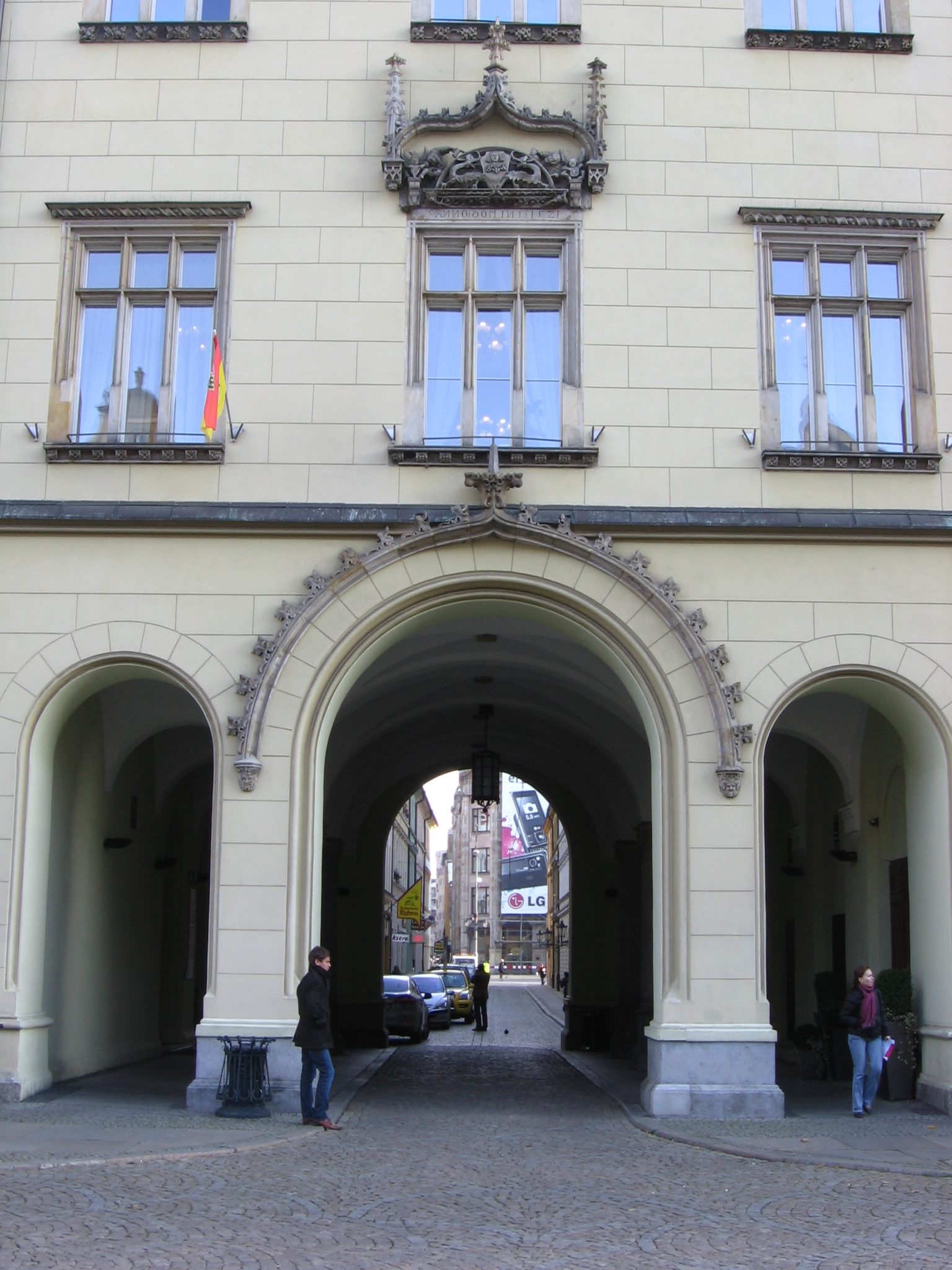
Wejście na ulicę Sukiennice przez przejazd bramny w Nowym Ratuszu.